# Nätnografi
Nätnografi eller netnografi är en kvalitativ, tolkande etnografisk undersökningsmetod som används för att studera människors attityder och beteenden online genom att analysera interaktion och kommunikation via exempelvis sociala medier på Internet, och hur denna påverkar och påverkas av det dagliga livet utanför internet.  
Nätnografin har beskrivits som 1) en vetenskaplig metod för att förstå och teckna internet som artefakt, redskap och umgängesyta samt 2) för att förstå och teckna det sociala och kulturella liv som blomstrar på, med och i relation till internet (Berg, 2015). I boken Netnografi: Att forska om och med internet visar sociologen Martin Berg hur den nätnografiska forskningsprocessen ser ut från start till slut och argumenterar för att all forskning med internet kräver att vi samtidigt forskar om internet. 

## Etymologi
Termen nätnografi är en sammanslagning av nät (Internet) och etnografi. Andra benämningar och närbesläktade discipliner är digital antropologi, virtuell etnografi med flera. Nätnografins motsvarighet på engelska, Netnography, myntades ursprungligen av Robert V. Kozinets. 

## Historia
Sedan mitten av 1990-talet har nätnografi utvecklats från en lite udda akademisk metod till ett kommersiellt verktyg som används framgångsrikt av företag som exempelvis American Express samt Procter & Gamble. I Sverige börjar metoden etableras och används av bland annat forskare, marknadsundersökningsföretag och framtidsstrateger. Socialantropologiska institutionen på Stockholms universitet anordnar kurser i digital antropologi.

## Bakgrund
Nätnografi har utvecklats då forskare sett betydelsen av att utveckla särskilda metoder för att studera samhället genom och på Internet och de sociala medierna.
Genom nätnografi studeras människors attityder och beteenden online utifrån ett etnografiskt perspektiv, samt hur dessa påverkar och påverkas av människors interaktion i sammanhang som inte är online. Att vara online betyder att vara ansluten till ett elektroniskt nätverk, via telefonnät, internet eller mobiltelefon.
Interaktion och kommunikation online är en rik källa till kunskap om människors åsikter och behov i dagens samhälle och kan ge förståelse för skeende idag. Dock behöver forskningen även studera interaktion och kommunikation "IRL" (In Real Life), i det som ibland kallas för "i verkliga livet", för att förstå hur det påverkar kommunikation och interaktion F2F (face to face), ansikte mot ansikte.
Användarskapat innehåll på nätet ger rika och kontinuerliga inblickar i individers liv och utgör ett omfattande kunskapsnätverk. Nätnografi kan utgöra ett fönster till autentiska interaktioner och attityder i naturlig, social kontext. Metoden lämpar sig för att studera exempelvis trender, attityder till varumärken och produkter, livsstilar, ungdomskulturer, sociala nätverk och inflytande. Den kan användas för att få en ögonblicksbild av olika fenomen eller för longitudinella studier som spårar förändringar över tid.

## Tillvägagångssätt
I en nätnografisk studie sker studierna på Internet, i den virtuella världen, i den miljö där människan interagerar via dator/mobiltelefon/surfplatta och i situationer i det verkliga livet. Empiri samlas in via sociala medier och enkäter. Metoden som används i studien är beroende av den specifika situationen, men alltid med en etnografisk ansats.
Exempel på metod är:
- deltagande observationer
- webbenkäter
- utdrag ur logglistor och historik

Nätnografi kan även vara en metod i marknadsföringsundersökningar för att analysera hur varumärken porträtteras av konsumenter i sociala medier.
Nätnografi består oftast av 5 steg:
1. Planering av undersökning och definition av frågeställningar;
2. Identifiering och val av onlinekällor och communities. Entré;
3. Observation/deltagande och datainsamling (samt etiska hänsynstaganden);
4. Dataanalys och tolkning;
5. Rapportering av resultat med mera.

### Exempel på källor
- Nätgemenskaper, diskussionsgrupper, forum etc;
- Sociala nätverkssajter;
- Bloggar och mikrobloggar;
- Företagssidor;
- Foto- och videodelningssajter;
- Konsumentportaler;
- Nyhetsgrupper;
- Onlinespel, virtuella världar, med mera.